# Robert Vilhelm Hartman
Robert Vilhelm Hartman, född 4 mars 1827 i Häggeby socken i Uppsala län, död 3 augusti 1891 i Gävle, var en svensk botanist. Han var son till Carl Johan Hartman och bror till Carl Hartman.
Hartman blev student vid Uppsala universitet 1847 och filosofie magister 1854, och utnämndes 1860 till adjunkt vid högre elementarläroverket i Gävle. Han gjorde på egen hand och tillsammans med sin bror vidsträckta botaniska resor i nästan hela Sverige och stora delar av Norge. Förutom smärre uppsatser gav han ut ett mycket berömt exsickatverk, Bryaceæ Scandinaviæ (femton faskiklar, 1857–1874).